# Oberleierndorf
Oberleierndorf ist ein Ortsteil des Marktes Langquaid im niederbayerischen Landkreis Kelheim. 

## Lage
Das Kirchdorf Oberleierndorf grenzt im Osten direkt an Langquaid an.

## Geschichte
Unter ausdrücklicher Zustimmung des Bischofs von Regensburg erhielt das Kloster Paring am 18. Februar 1291 die Kirche in Oberleierndorf geschenkt. Bis zur Säkularisation in Bayern 1803 betreute das Kloster die Pfarrei Oberleierndorf. Im Konskriptionsjahr 1752 bestand Oberleierndorf aus 29 Anwesen.
Die 1818 mit dem bayerischen Gemeindeedikt begründete Gemeinde Oberleierndorf mit den Orten Oberleierndorf, Böhmhartsberg, Neuhaus und Viehhausen gehörte zum Landgericht Rottenburg an der Laaber, seit 1862 zum Bezirksamt Rottenburg und seit 1939 zum Landkreis Rottenburg an der Laaber. Mit dem Bau der Bahnstrecke Eggmühl–Langquaid erhielt Oberleierndorf 1903 einen Eisenbahnanschluss. Schon 1963 berichtete ein Chronist, dass man die Haltestelle Oberleierndorf längst aufgelöst habe. Am 1. Juli 1972 wurde die Gemeinde Oberleierndorf im Zuge der Gebietsreform in Bayern in den Markt Langquaid eingemeindet.

## Sehenswürdigkeiten
- Ehemalige Pfarrkirche St. Stephan. Die Chorturmanlage aus dem 13./14. Jahrhundert mit spätgotischer Sakristei wurde um 1740 barockisiert. Sie besitzt aus dieser Zeit eine Stuckdekoration mit fein verschlungenem Laub- und Muschelwerk. An den Altären aus der Mitte des 18. Jahrhunderts befinden sich Holzfiguren, z. B. Sankt Stephanus im Hochaltar.[3]

## Vereine
- Freiwillige Feuerwehr Oberleierndorf. Sie wurde 1875 gegründet.